# Hosszúorrú potoró

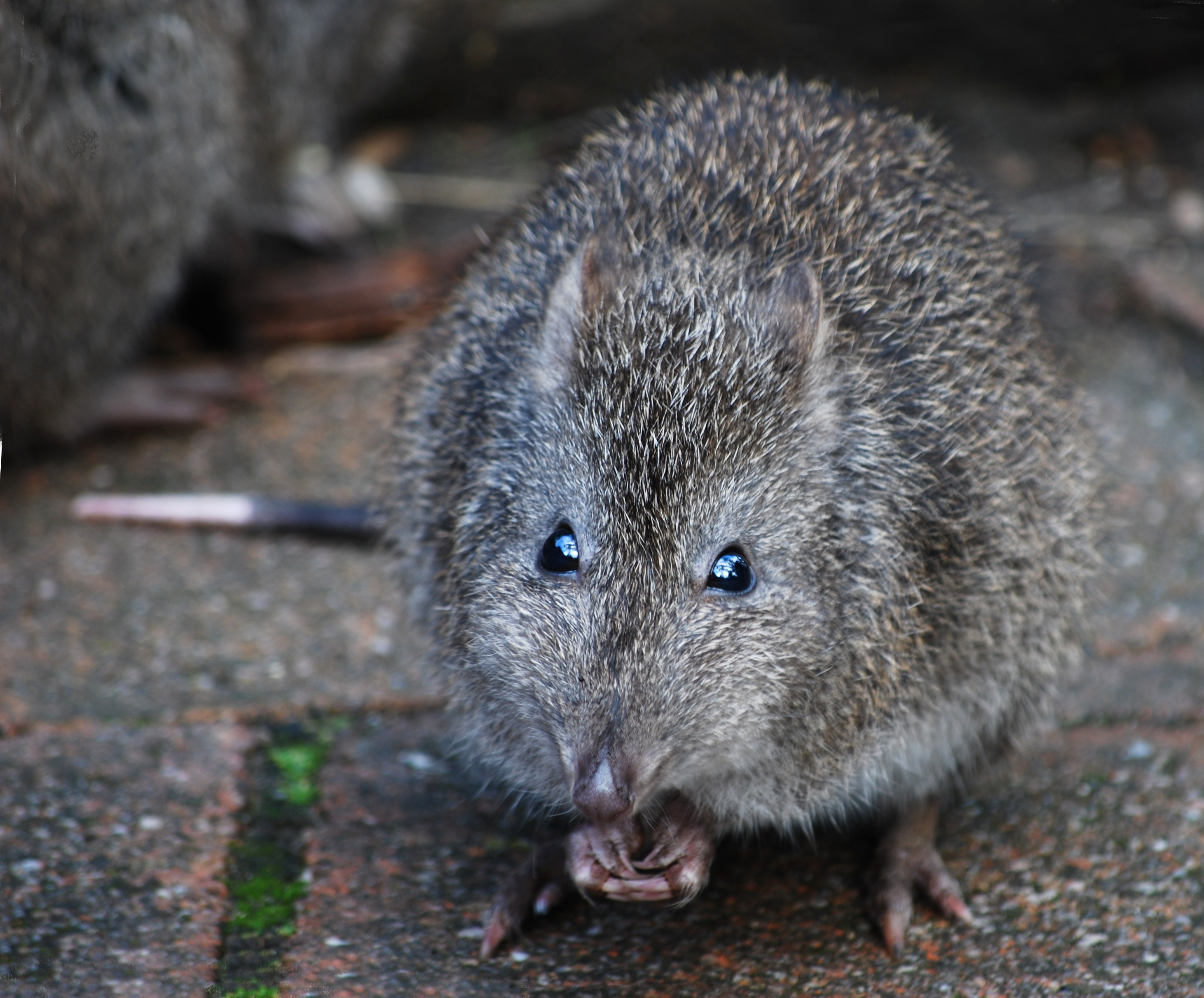

A hosszúorrú potoró (Potorous tridactylus) az emlősök (Mammalia) osztályának az erszényesek (Marsupialia) alosztályágába, ezen belül a diprotodontia rendjébe és a patkánykenguru-félék (Potoroidae) családjába tartozó faj.

## Előfordulása
Ausztrália keleti és délkeleti partjainál, valamint Tasmániában honos.  Nedves és száraz erdőkben él. Sok helyről kipusztult.

## Alfajai
- Potorous tridactylus apicalis
- Potorous tridactylus tridactylus

## Megjelenése
Az állat fej-törzs-hossza 24-41 centiméter, farokhossza 18-32 centiméter és testtömege 660-2000 gramm. A puha, sűrű bunda védi a nedvességtől. Hasa bézs színű, fején és hátán szürkésbarna fehér szőrszálak vannak. Hosszú pofája, hegyes orrban végződik. Mellső mancsán a hosszú, éles karmok ideálisak a homokos talajban való ásáshoz. Mivel hátsó lába hosszú, az állat nagyon gyorsan tud ugrálni; a második és harmadik lábujjai összenőttek, ezeket az állat a bunda ápolására használja. A farok a fészeképítéshez szükséges anyagok fogására és megtartására alkalmas, csúcsa néha fehér.

## Életmódja
Az állat magányos és éjjel aktív. Tápláléka gombák, gyökerek és lárvák. A szabadban 7 évig él.

## Szaporodása
A párzási időszak egész évben tart, de mivel a nőstény képes késleltetni a pete beágyazódását, az ellésre szeptemberben, októberben, januárban és februárban kerül sor. A vemhesség 30-42 napig tart. Ennek végén egy alulfejlett kis hosszúorrú potoró születik, amely bemászik az erszénybe és rátapad egy csecsbimbóra, ahol 4 hónapig ül.